# 李怡嚴
李怡嚴（1937年8月26日—2024年1月5日），中華民國理論物理學家，江蘇人，生於上海。國立清華大學物理學系退休教授，台灣理論高能物理學先驅之一。李怡嚴教授身為知名的物理學家，不但將其一生奉獻在科學教育，更致力於古代科學史與中國古典學術的研究，曾經擔任國立清華大學教務長，戮力從公，同仁敬稱他是「永遠的教務長」。

## 簡歷
1955年，李怡嚴就讀國立台灣大學電機系一年級。其後肄業轉往美國西北大學電機系，並於1959年取得學士學位。之後轉讀物理，於1964年在美國密西根大學完成博士學位。
1964年，李怡嚴回國任教於國立清華大學，擔任原子科學研究所物理組主任，並籌設物理研究所。物理組從原科所獨立成物理所後，繼續擔任所長。在1965年參與創建物理系，建立了所系主管任期制度，即每年所長卸任後，由系主任升補，再另選一名系主任，開風氣之先。爭取經費建立物理館天文臺，為清華物理系奠定穩健發展基礎。李怡嚴教學嚴格，著有《大學物理學》四冊，由自己授課內容彙整而成，東華出版社出版，是評價很高的中文物理教材，然而對大一學生而言內容較難。
1969年，李怡嚴與林孝信、賴昭正、曹亮吉等共同推動《科學月刊》付梓。李怡嚴在中國大飯店籌集創刊經費，擔任讀者信箱專欄負責人。由於其他創辦者隨後積極投入保衛釣魚臺運動，李怡嚴一方面加緊收稿、審稿，一方面繼續努力籌款，設立臺北市科學出版事業基金會，擔任基金會董事長。1980年，《科學月刊》與羅東國小楊德旺校長合辦科學才能少年選拔，李怡嚴欣然擔任考官。當年中文系助教蔡英俊經常在用餐時見到，李怡嚴與中文系主任梅廣談論學術問題，「而印象最深的場景，即是突然間李教授會跑回樓上的宿舍，搬下一堆書來，手指著某書中的某個段落，繼續在比劃中與梅廣教授討論問題。」
1982年至1989年，李怡嚴擔任清華大學教務長，推動教務工作無紙化，跨出行政部門改革第一步，獲得劉兆玄校長贊揚。
李怡嚴未婚無子，退休後一直住於清華大學附近，深入鑽研各種感興趣的事項，包括中國古典學術研究和腦科學研究。2023年12月8日，他捐款8500萬元成立「李怡嚴教授薪火相傳基金」，協助清華大學新進教授設立實驗室、採購儀器設備與資料庫，部分捐款則撥給他曾執教的物理系，以及清華大學出版社成立「李怡嚴教授出版基金」。此外他還將藏書及幾百張的黑膠唱片收藏捐贈國立清華大學圖書館。清大於旺宏館成立怡嚴音樂聆賞室與音訊處理室，提供音樂教學與聆賞空間。李怡嚴藏書極多，達數萬冊，捐出供民衆選取；而對衣食住行很不講究，前東吳大學和臺北市立教育大學校長劉源俊教授評價「士志於道，而恥惡衣惡食者，未足與議也」。
病中的李怡嚴講述自己「盡心立命」的基本人生觀：「盡其心者，知其性也。知其性，則知天矣。存其心，養其性，所以事天也。夭壽不貳，修身以俟之，所以立命也。」
2024年1月5日上午，李怡嚴於家中辭世，享壽87歲，清華大學在同年教師節為其舉辦追思會。

## 教育理念
「對於中學教育的想法」：能夠有彈性的教育，在不得已的狀況下其實就是教育部少管，讓中學、大學僵化的制度能夠盡量的彈性化；甚至，我當時建議連中學也應該可以選課。在教學真的能彈性化的情況下，所謂的「資優」就根本不需要了。
「教育沒有萬靈丹」：教育的目的不是把一個人專門訓練成科學家或銀行家;以前的話，Watson曾經說我可以訓練出一個乞丐或是一個醫生，這是不對的。發掘每個人對哪一方面性之可近，實為在中學教育中迫切需要做到的事。
「物理系學生應該有什麼樣的人文素養」：任何人在做任何事情都有基本的要求，即其基礎需要力求紮實。其他喜好要看自己的興趣，主要的就是這樣。不同的學問都會有些影響，如同我剛剛所說，當我在看歷史問題的時候，多少也會用邏輯化的方式去思考，我覺得這是比較清楚的影響。至於你說常識，我覺得越豐富越好。

## 著作

### 科普教育類
- 大學物理學（全四冊），ISBN 9576361214，李怡嚴編著，東華出版。
- 三十年後的省思—紀念《科學月刊》三十週年，《科學月刊》362期，P164-166[4]
- 林白的先天優勢，《科學月刊》第366期，P528-530
- 隱喻—心智的得力工具，《當代》第177、178期，P56-65、P120-141
- 再現天文學革命的年代，《科學人》第32期，P117-118
- 「自然科學導論」目標的探討，大學通識教育研討會
- 教育沒有萬靈丹，科學月刊第十八卷第三期，P164-165
- 我對國建會第三分組議題的意見
- 對改進大學入學考試的初步建議

### 文史類
- 『陽貨』與『陽虎』，《歷史月刊》第129期，P120-124[4]
- 易學書簡（李怡嚴、黃慶萱），《周易縱橫談》，東大出版
- 《鹽鐵論》的臆造考釋，《當代》第151期l，P78-97
- 《鹽鐵論》雜考三則，《清華學報》新三十卷第1期，P113-121
- 《公羊傳》「伯于陽」臆解，《清華學報》新三十卷第2期，P123-141
- 正多邊形求圓周率捷法與「綴述」猜測，《科學史通訊》第23期，P15-19
- 秦漢間算數傳統的分化與發展，《第六科學史研討會『科技的公共認知與新世紀科技研究的角色』研討會論文彙編》，P153-165
- 論孟子的井地說-兼評梁啟超的先秦田制觀，《新史學》十三卷4期，P119-164
- 從焦循《釋橢》看清代乾嘉天算家的學風與局限，《理性、學術和道德的知識傳統》李弘祺編，P49-94
- 《鶡冠子.世兵》的錯簡問題，《中國史研究》第1期，P19-28
- 梁啟超論古代幣材，《清華學報》新三十四卷第1期，P227-238
- 西雙版納與西周，《當代》第220期，P83-91
- 西周各王年歲估計與周昭王有關的金文日期考察
- 孔子的「五十以學易」
- 對《周髀.八節二十四氣》的考察
- 古印度之世界傳說
- 賈誼的學術和他的<鵩鳥賦>
- 孔子與《春秋經》
- 趙爽注《周髀》的時間考證
- 「人之無良」-伯有的牢騷
- 《邶風.柏舟》與衛宣姜的關係研討大綱
- 術士的占卦秘笈：《清華簡．筮法》試探，《清華學報》新47卷第1期，P157-198

## 著名學生
- 清華大學歷史研究所黃一農院士[1]
- 清華大學材料科學工程學系張士欽教授
- 台積電副總經理蔡能賢博士
- 台積電副總經理余振華博士
- 中国科学院神經科學研究所蒲慕明院士
- 國立中山大學副校長蔡秀芬博士

### 書籍
- 林照真. . 國立交通大學出版社. 2009. ISBN 9789866301032.